# Letiště Zlín
Letiště Zlín (dříve letiště Otrokovice) je neveřejné vnitrostátní letiště poblíž města Otrokovice a 11 km od Zlína. Letiště má přes den dostupnost podle pravidel VFR. Provozovatelem je firma 2007 s.r.o.

## Vznik
Letiště v lokalitě Na Rybníku se začalo stavět v roce 1929, kdy sem bylo přemístěno letiště Baťovy letecké společnosti ze Zlína, ale tato lokalita se ukázala jako nevhodná. Na jaře roku 1931 firma Baťa postavila zcela nové moderní letiště v místní části Kučovaniny. Letiště v tehdejším Baťově bylo označeno jako Aerodrome Baťa. Svědkem tragické události se letiště stalo 12. července 1932. Iniciátor leteckého rozmachu na Zlínsku, Tomáš Baťa, přišel o život i se svým pilotem Jindřichem Broučkem krátce po startu letadla, které mělo dopravit továrníka na otevření nové pobočky firmy Baťa ve švýcarském Möhlinu. Start komplikovala mlha, nejprve byl tedy odložen o hodinu, ale Tomáš Baťa na vzlétnutí trval. 8 minut před 6. hodinou ranní se tedy Junkers F 13 se vzácnou posádkou odlepil od ranveje. Zřítilo se ale bohužel jen pár minut poté, z výšky 20–30 metrů poblíž Baťovy továrny na Bahňáku. Důležitým milníkem rozvoje letiště byl 1. srpen 1933, kdy byla otevřena mezinárodní letecká linka Baťovy letecké společnosti Amsterdam-Batavie, která měla mezipřistání na místním letišti.

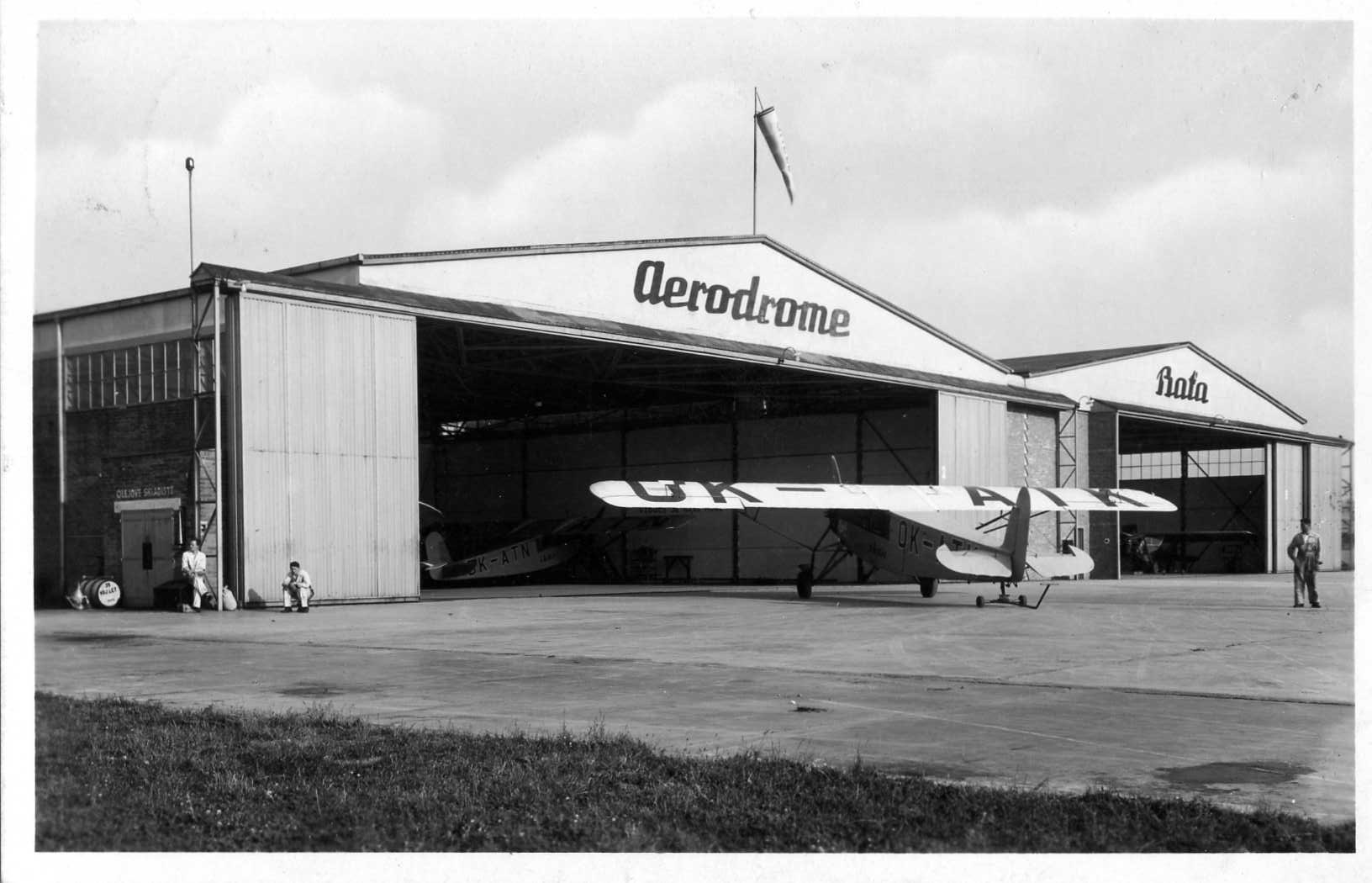
Baťa Aerodrome, Baťov - Letiště v Otrokovicích (1938)

## Dráhy letiště
| Dráha   | typ povrchu | délka (m) | šířka (m) | únosnost       | vybavení |
| ------- | ----------- | --------- | --------- | -------------- | -------- |
| 17L/35R | asfalt      | 650       | 25        | PCN 19 F/C/Y/T | NIL      |
| 17R/35L | tráva       | 600       | 40        | 0,773 Mpa      | NIL      |

## Současnost
V areálu letiště má sídlo společnost ZLIN Aircraft a.s.